# دریاچه ملارن
ملارن () سومین دریاچه بزرگ آب شیرین در سوئد است. زیستگاه باستانی بیرکا که مربوط به عصر وایکینگ‌ها و بخشی از میراث جهانی یونسکو است، در این دریاچه بر روی جزیره‌ای به نام بیورکو واقع شده‌است.

## اسطوره شناسی

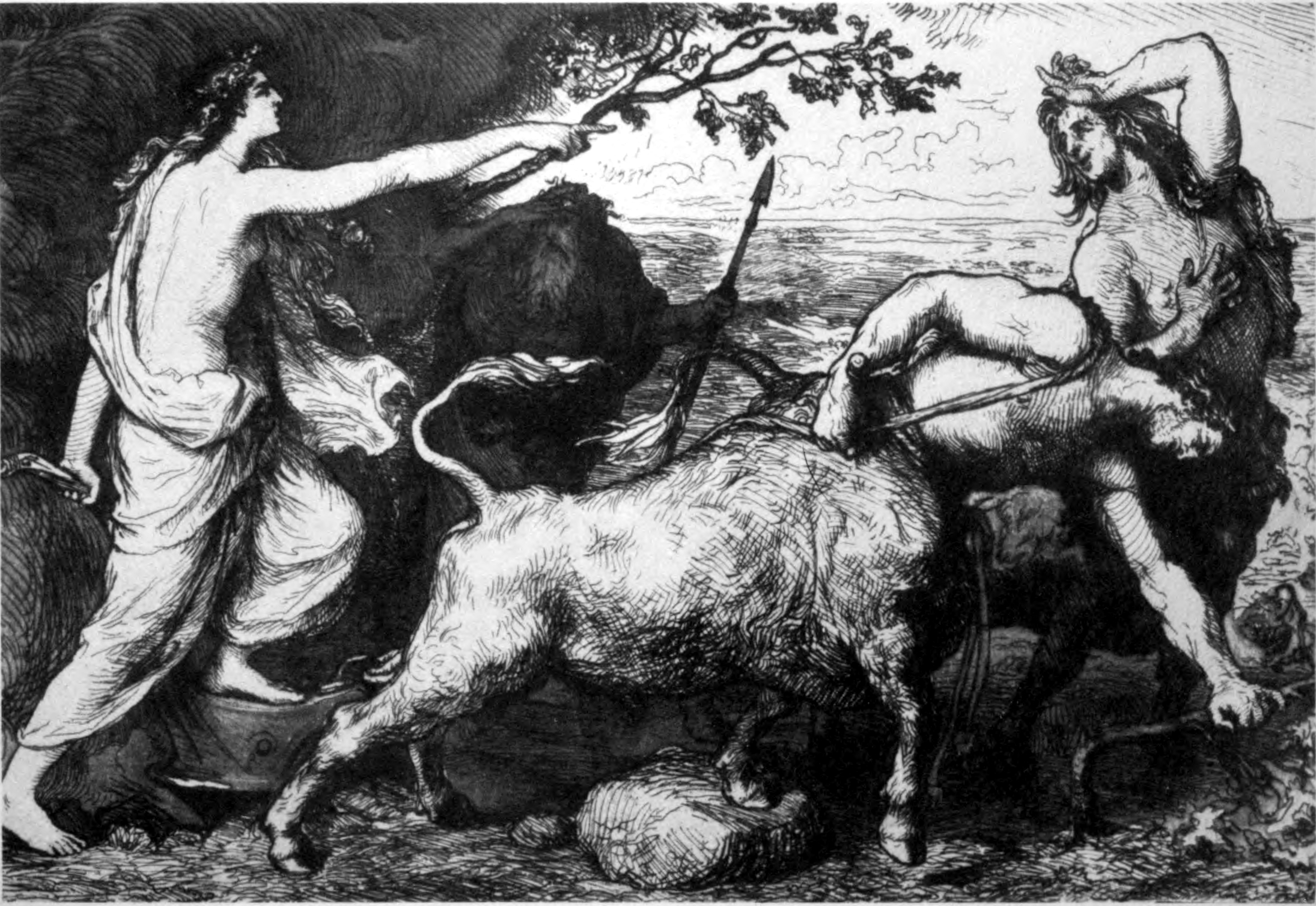
تصویری از الهه گفیون

بر اساس اسطوره‌های باستانی شمال اروپا که به دست اسنوری استورلوسون در ادای_منثور جمع آوری شده این دریاچه به دست الههٔ گفیون هنگامی ایجاد شد که او پادشاه سوید به نام Gylfi را فریب داد. پادشاه به او قول داد هر آنچه که اگر توانست هر مقدار زمین را در عرض یک روز و یک شب شخم بزند، آن زمین مال اوست ولی او از پسرهایش به شکل چهار گاو نر غول پیکر از سرزمین غول‌ها در شمال به نام یوتون‌هایم استفاده کرد. این گاوها چنان زمین را شخم زدند که از زمین کنده و به طرف دریای غرب پرت شد. به این شکل جزیرهٔ زیلند که پایتخت دانمارک در آن قرار دارد شکل گرفت. به جای تکه زمین کنده شده دریاچهٔ مالارن شکل گرفت ولی این داستان به احتمال زیاد در رابطه با دریاچهٔ دریاچه ونرن است.

## جغرافیا
| جزایر کوچک | بخش‌های اصلی از غرب به شرق | شهرهای بزرگ اطراف دریاچه                                                                                      |
| --- | --- | --- |
| - Adelsö - Aspön - Björkö - Ekerön - Helgö - Kungsholmen (استکهلم) - Kurön - Lilla Essingen (استکهلم) - Lovön - Munsön - Ridön (Västmanland) - Ridön (Södermanland) - Selaön - Stora Essingen (استکهلم) - Svartsjölandet - Tosterön | - Galten - Blacken - Långtarmen - Freden - Västeråsfjärden - Granfjärden - Oknöfjärden - Gripsholmsfjärden - Prästfjärden - Björkfjärden - Ekoln - Gorran & Skarven - Östra Mälaren | - بولستا - Köping - کونگسنگن - کونگزور - ماریفریا - استکهلم - استرنگنس - سودتلیا - تورشهلا - اوپسالا - وستروس |